# Microsoft HealthVault
HealthVault es una plataforma desarrollada por Microsoft que permite la compartición de historias médicas en línea. El SDK es totalmente gratuito.